# Show Me the Way (Peter Frampton)
Show Me the Way is een nummer, oorspronkelijk uit 1975 van de Engelse singer-songwriter Peter Frampton. Deze rockballad is een van de eerste nummers waarop Frampton gebruikmaakt van een talkbox. Als B-kant werd meestal het nummer "Shine On" gebruikt. In Frankrijk werd echter het nummer "It's a Plain Shame", dat in 1972 voor het eerst verscheen op het album Wind of Change, gebruikt. Toen in 1989 "Show Me the Way" in de Verenigde Staten opnieuw werd uitgebracht, ditmaal als cassette-single, verscheen op de B-kant het nummer "Baby, I love your way".

## Achtergrond
Het nummer verscheen voor het eerst op het album Frampton uit 1975. Aanvankelijk was deze single weinig succesvol, maar een liveopname bereikte in 1976 de zesde positie in de Amerikaanse Billboard Hot 100 en stond een week lang bovenaan in de Nederlandse Top 40 en twee weken in de Nationale Hitparade. Deze single, die afkomstig was van het album Frampton Comes Alive!, is Framptons grootste hit in Nederland. In Vlaanderen stond "Show Me the Way" twee weken later, van 7 tot 14 augustus 1976, eveneens op de eerste positie.
De live-versie kwam tot stand tijdens een concert in het Island Music Centre op Bainbridge Island in de Verenigde Staten. Hoewel Chris Kimsey, bekend van zijn werk voor de Rolling Stones in de late jaren zeventig, het album grotendeels produceerde, lag de productie van "Show Me the Way" volledig in handen van Frampton.
Een dan nog onbetekenend bandje uit Ierland gebruikte dit nummer als oefenmateriaal en uitvoering op hun eerste concert: U2.
De liveversie van het nummer welke in januari 1976 op single werd uitgebracht, werd een grote hit in diverse landen. In thuisland het Verenigd Koninkrijk bereikte de plaat de 10e positie in de UK Singles Chart. In de Verenigde Staten werd de 6e positie bereikt, in Canada de 2e, in Australië de 25e en in Nieuw-Zeeland de 26e positie.
In Nederland werd de liveversie veel gedraaid op Hilversum 3 en werd een grote hit in de destijds twee landelijke hitlijsten op de nationale publieke popzender. De plaat bereikte de nummer 1-positie in zowel de Nederlandse Top 40 als de Nationale Hitparade. In de op Hemelvaartsdag 27 mei 1976 gestarte Europese hitlijst op Hilversum 3, de TROS Europarade, stond de plaat twee weken genoteerd op de nummer 1-positie.
In België bereikte de plaat eveneens de nummer 1-positie in zowel de voorloper van de Vlaamse Ultratop 50 als de Vlaamse Radio 2 Top 30. In Wallonië werd géén notering beaald.

## Hitnoteringen

### Nederlandse Top 40
| Show Me the Way (Live) in de Nederlandse Top 40 – binnen: 12-06-1976 | Show Me the Way (Live) in de Nederlandse Top 40 – binnen: 12-06-1976 | Show Me the Way (Live) in de Nederlandse Top 40 – binnen: 12-06-1976 | Show Me the Way (Live) in de Nederlandse Top 40 – binnen: 12-06-1976 | Show Me the Way (Live) in de Nederlandse Top 40 – binnen: 12-06-1976 | Show Me the Way (Live) in de Nederlandse Top 40 – binnen: 12-06-1976 | Show Me the Way (Live) in de Nederlandse Top 40 – binnen: 12-06-1976 | Show Me the Way (Live) in de Nederlandse Top 40 – binnen: 12-06-1976 | Show Me the Way (Live) in de Nederlandse Top 40 – binnen: 12-06-1976 | Show Me the Way (Live) in de Nederlandse Top 40 – binnen: 12-06-1976 | Show Me the Way (Live) in de Nederlandse Top 40 – binnen: 12-06-1976 | Show Me the Way (Live) in de Nederlandse Top 40 – binnen: 12-06-1976 | Show Me the Way (Live) in de Nederlandse Top 40 – binnen: 12-06-1976 | Show Me the Way (Live) in de Nederlandse Top 40 – binnen: 12-06-1976 | Show Me the Way (Live) in de Nederlandse Top 40 – binnen: 12-06-1976 |
| Week                                                                 | 1                                                                    | 2                                                                    | 3                                                                    | 4                                                                    | 5                                                                    | 6                                                                    | 7                                                                    | 8                                                                    | 9                                                                    | 10                                                                   | 11                                                                   | 12                                                                   | 13                                                                   |                                                                      |
| -------------------------------------------------------------------- | -------------------------------------------------------------------- | -------------------------------------------------------------------- | -------------------------------------------------------------------- | -------------------------------------------------------------------- | -------------------------------------------------------------------- | -------------------------------------------------------------------- | -------------------------------------------------------------------- | -------------------------------------------------------------------- | -------------------------------------------------------------------- | -------------------------------------------------------------------- | -------------------------------------------------------------------- | -------------------------------------------------------------------- | -------------------------------------------------------------------- | -------------------------------------------------------------------- |
| Nummer                                                               | 35                                                                   | 20                                                                   | 12                                                                   | 8                                                                    | 4                                                                    | 2                                                                    | 1                                                                    | 2                                                                    | 5                                                                    | 8                                                                    | 12                                                                   | 19                                                                   | 36                                                                   | uit                                                                  |

### Nationale Hitparade
| Show Me the Way (Live) in de Nationale Hitparade – binnen: 12-06-1976 | Show Me the Way (Live) in de Nationale Hitparade – binnen: 12-06-1976 | Show Me the Way (Live) in de Nationale Hitparade – binnen: 12-06-1976 | Show Me the Way (Live) in de Nationale Hitparade – binnen: 12-06-1976 | Show Me the Way (Live) in de Nationale Hitparade – binnen: 12-06-1976 | Show Me the Way (Live) in de Nationale Hitparade – binnen: 12-06-1976 | Show Me the Way (Live) in de Nationale Hitparade – binnen: 12-06-1976 | Show Me the Way (Live) in de Nationale Hitparade – binnen: 12-06-1976 | Show Me the Way (Live) in de Nationale Hitparade – binnen: 12-06-1976 | Show Me the Way (Live) in de Nationale Hitparade – binnen: 12-06-1976 | Show Me the Way (Live) in de Nationale Hitparade – binnen: 12-06-1976 | Show Me the Way (Live) in de Nationale Hitparade – binnen: 12-06-1976 | Show Me the Way (Live) in de Nationale Hitparade – binnen: 12-06-1976 | Show Me the Way (Live) in de Nationale Hitparade – binnen: 12-06-1976 |
| Week                                                                  | 1                                                                     | 2                                                                     | 3                                                                     | 4                                                                     | 5                                                                     | 6                                                                     | 7                                                                     | 8                                                                     | 9                                                                     | 10                                                                    | 11                                                                    | 12                                                                    |                                                                       |
| --------------------------------------------------------------------- | --------------------------------------------------------------------- | --------------------------------------------------------------------- | --------------------------------------------------------------------- | --------------------------------------------------------------------- | --------------------------------------------------------------------- | --------------------------------------------------------------------- | --------------------------------------------------------------------- | --------------------------------------------------------------------- | --------------------------------------------------------------------- | --------------------------------------------------------------------- | --------------------------------------------------------------------- | --------------------------------------------------------------------- | --------------------------------------------------------------------- |
| Nummer                                                                | 19                                                                    | 18                                                                    | 10                                                                    | 6                                                                     | 3                                                                     | 2                                                                     | 1                                                                     | 1                                                                     | 4                                                                     | 8                                                                     | 13                                                                    | 23                                                                    | uit                                                                   |

### TROS Europarade
Hitnotering: 17-06-1976 t/m 02-09-1976. Hoogste notering: #1 (2 weken).

### NPO Radio 2 Top 2000
| Nummer met noteringen in de NPO Radio 2 Top 2000 | '99 | '00 | '01 | '02 | '03 | '04 | '05 | '06  | '07  | '08  | '09  | '10  | '11  | '12  | '13  | '14  | '15  | '16  | '17  | '18  | '19  | '20  | '21  | '22  | '23  |
| ------------------------------------------------ | --- | --- | --- | --- | --- | --- | --- | ---- | ---- | ---- | ---- | ---- | ---- | ---- | ---- | ---- | ---- | ---- | ---- | ---- | ---- | ---- | ---- | ---- | ---- |
| Show Me the Way                                  | 967 | 891 | 933 | 712 | 727 | 937 | 912 | 1062 | 1551 | 1028 | 1112 | 1128 | 1067 | 1069 | 1236 | 1091 | 1414 | 1538 | 1400 | 1780 | 1888 | 1787 | 1542 | 1739 | 1912 |

1. ↑  Een vetgedrukt getal geeft de hoogste notering aan.
2. ↑  Deze tabel is bijgewerkt tot en met de laatste editie (2024).